# Красноборов, Аркадий Фёдорович
Аркадий Фёдорович Красноборов (1919—1944) — майор, замполит 44-го отдельного аэросанного батальона Красной Армии, участник Великой Отечественной войны.

## Биография
Аркадий Красноборов родился 16 апреля 1919 года в деревне Красноборы Осинского уезда Пермской губернии. В 1931 году семья переехала в город Березники.
В 1933 окончил школу-семилетку и начал работать слесарем (позже — прорабом) в управлении треста «Уралэлектромонтаж». С 1935 года совмещал работу с учёбой в Березниковском химико-технологическом техникуме. По окончании техникума в 1938 году Аркадий добровольно ушёл в Красную армию. После окончания курсов красных командиров, был направлен в войсковую часть в Благовещенске Амурской области. Был назначен командиром взвода. В августе 1939-го участвовал в боях с японскими захватчиками на реке Халхин-Гол. Был ранен в ногу, после лечения в госпитале демобилизовался. По направлению Ворошиловского райвоенкомата (Березники) был зачислен курсантом военно-политического училища в Красноуфимске Свердловской области. По окончании училища в 1940 году возвратился в Березники.
17 мая 1941 года Красноборов был избран первым секретарём Березниковского горкома ВЛКСМ. В сентябре 1941 года ушёл добровольцем в РККА, был назначен заместителем начальника политотдела военного училища в Соликамске, затем отправлен на фронт.

Мемориальная доска на здании Химико-механического техникума

14 января 1944 года погиб в бою у деревни Русско.
В честь Красноборова названа улица в городе Березники. На здании Химико-механического техникума в 1974 году ему установлена мемориальная доска.